# 梅里尼亚克-莱格利斯
梅里尼亚克-莱格利斯（法語：Meyrignac-l'Église，法語發音：[meʁiɲak leɡliz]）是法国科雷兹省的一个市镇，位于该省中部，属于蒂勒区。

## 地理
梅里尼亚克-莱格利斯（45°24'3"N, 1°51'7"E）面积10.22 平方千米，位于法国新阿基坦大区科雷兹省，该省份为法国中南部省份，北起上维埃纳省和克勒兹省，西接多爾多涅省，南至洛特省，东临多姆山省和康塔爾省。
与梅里尼亚克-莱格利斯接壤的市镇（或旧市镇、城区）包括：绍梅伊、科雷兹、奥利亚克德巴尔、圣奥古斯坦、萨朗。

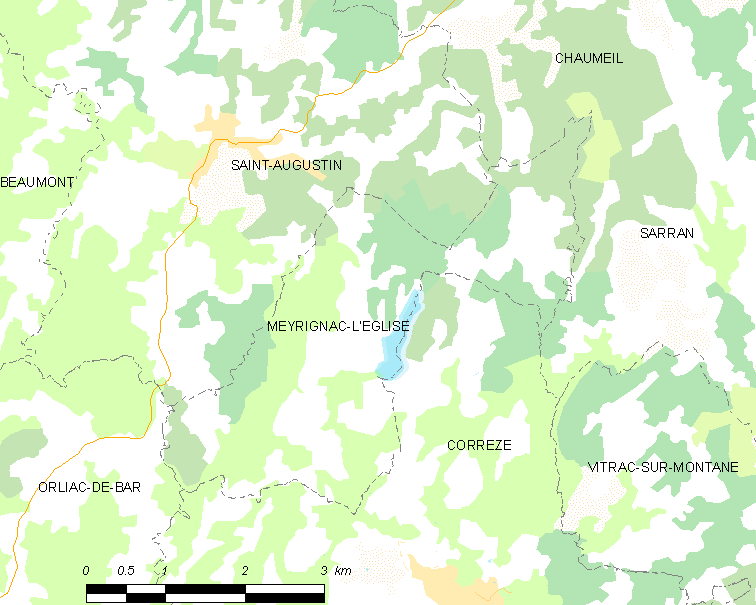
梅里尼亚克-莱格利斯的OSM定位图

梅里尼亚克-莱格利斯的时区为UTC+01:00、UTC+02:00（夏令时）。

## 行政
梅里尼亚克-莱格利斯的邮政编码为19800，INSEE市镇编码为19137。

## 政治
梅里尼亚克-莱格利斯所属的省级选区为纳沃县。

## 人口

1962-2008年间梅里尼亚克-莱格利斯人口变化图示

梅里尼亚克-莱格利斯于2022年1月1日时的人口数量为63人。